# V367 Близнецов
V367 Близнецов (лат. V367 Geminorum) — двойная затменная переменная звезда типа Алголя (EA)* в созвездии Близнецов на расстоянии приблизительно 2 860 световых лет (около 877 парсек) от Солнца. Видимая звёздная величина звезды — от +11,82m до +11,2m. Орбитальный период — около 0,6992 суток (16,781 часа)*.

## Характеристики
Первый компонент — белая звезда спектрального класса A. Радиус — около 2,3 солнечных, светимость — около 17,625 солнечных. Эффективная температура — около 7801 К.